# Kelletia kelletii
Kelletia kelletii is een slakkensoort uit de familie van de Buccinidae. De wetenschappelijke naam van de soort is voor het eerst geldig gepubliceerd in 1850 door Forbes.

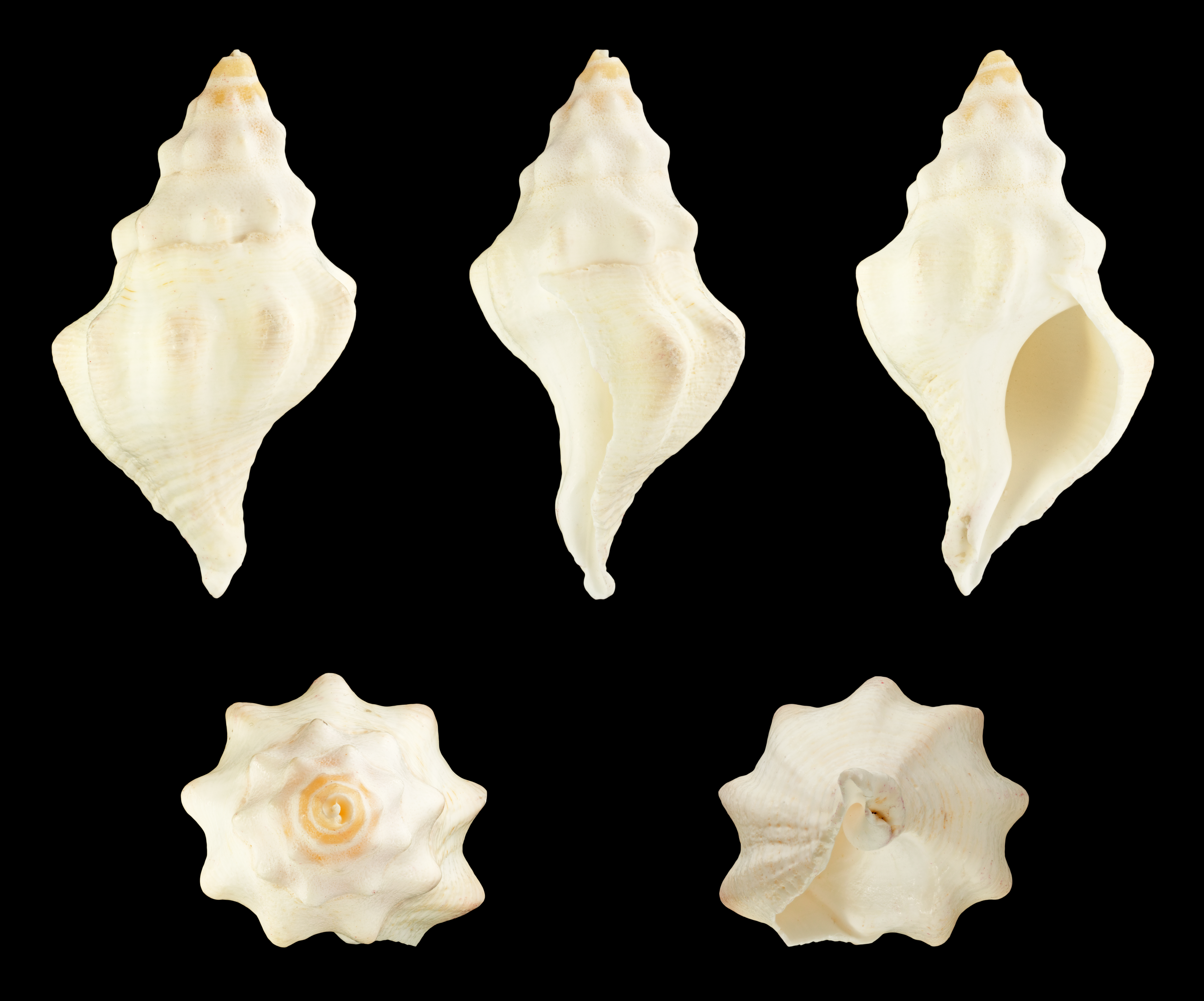
Kelletia kelletii.